# 西米恩·威利斯纪念大桥
西米恩·威利斯纪念桥（英語：Simeon Willis Memorial Bridge）是俄亥俄河上的一座桥梁，1985年建成開放，连接肯塔基州愛許蘭（23号美国国道）与俄亥俄州科尔格罗夫（52号美国国道）。 它以肯塔基州州长西米恩·S·威利斯的名字命名。這座橋最初計劃在第45街穿過並連接到擬議的阿什蘭旁路，但距離現有的本威廉姆森紀念橋一個街區，只承載北行交通。大橋較短的俄亥俄州部分正式承載俄亥俄州652號公路的一部分，但沒有簽署。